# 프린스 (프로게이머)
프린스(본명: 이채환, 2000년 4월 5일 ~ )는 대한민국의 리그 오브 레전드 프로게이머로 아이디는 Prince이다. 포지션은 AD 캐리이다.

## 선수 생활
2017년 11월 20일, 아이 게이밍 스타에 입단하면서 프로 커리어를 시작했다. 2017년 12월, 팀에서 퇴단했다.
2018년 5월, BBQ 올리버스에 입단했다. BBQ에서는 고스트의 백업 멤버로 활동했다. 2018 서머 시즌 탐은 승강전으로 떨어졌으나 팀의 강등을 막지 못했다.
2019 시즌을 앞두고 담원 게이밍에 입단했다. 담원에서는 뉴클리어의 백업 선수로 활동했다.
2020 시즌을 앞두고 스피어 게이밍에 입단했다. 스프링 시즌 스피어 게이밍의 주전으로 출전했다. 서머 시즌에서는 팀의 에이스로 활동하면서 팀의 서머 시즌 챌린저스 우승에 기여했다. 시즌 종료 이후 MVP를 수상했다.
2021 시즌을 앞두고 펀플러스 피닉스에 입단했다. 스프링 시즌 Lwx의 백업 선수로 활동했다.
2021 스프링 2라운드를 앞두고 펀플러스 피닉스에서 퇴단했다. 이후 리브 샌드박스에 입단했다. 프린스는 입단하자마자 샌드박스의 주전 원딜러로 활동했다. 서머 시즌에서는 좋은 모습을 보여주면서 팀의 포스트시즌 진출에 기여했다. 2021 시즌 종료 후 FA로 나왔다.
2022년 스프링 시즌에는 휴식을 취했다. 2022년 서머 시즌을 앞두고 지난해 활동했던 리브 샌드박스에 다시 영입되면서 복귀했다. 입단 이후 바로 샌드박스의 주전 원딜러로 자리를 잡았으며 서머 시즌 기간 동안 팀의 에이스로 평가받으며 팀의 포스트시즌 진출을 이끌었다. 서머 시즌 종료 후 LCK 세컨드팀에 선정되었다. 서머 시즌 이후 치러진 월즈 선발전에 참가했지만 담원과 DRX에 연패하면서 월즈 진출에 실패했다. 2022 시즌 종료 후 팀에서 퇴단했다.

## 소속팀
| # | 팀명             | 소속 기간               | 소속 리그 | 비고 |
| - | ---------------- | ----------------------- | --------- | ---- |
| 1 | 아이 게이밍 스타 | 2017.11.20 ~ 2017.12.16 | CK        |      |
| 2 | BBQ 올리버스     | 2018.05.29 ~ 2018.11.26 | LCK       |      |
| 3 | 담원 게이밍      | 2018.11.26 ~ 2019.11.26 | LCK       |      |
| 4 | 스피어 게이밍    | 2019.12.09 ~ 2020.11.17 | CK        |      |
| 5 | 펀플러스 피닉스  | 2020.12.22 ~ 2021.02.07 | LPL       |      |
| 6 | 리브 샌드박스    | 2021.02.08~2021.11.16   | LCK       |      |
| 7 | 리브 샌드박스    | 2022.04.05~2022.11.22   | LCK       |      |
| 8 | 플라이퀘스트     | 2022.12.10~2023.10.01   | LCS       |      |

## 수상 내역
- 리그 오브 레전드 챌린저스 코리아 서머 2020 우승
- 리그 오브 레전드 챌린저스 코리아 서머 2020 결승전 최우수선수
- 리그 오브 레전드 챌린저스 코리아 서머 2020 올프로 퍼스트팀